# Farneta (Montefiorino)
Farneta (Farneeda in dialetto frignanese) è una frazione di Montefiorino, cittadina dell'Appennino modenese, situata tra Gusciola (2 km) e Romanoro (8 km). Si trova ai piedi del monte Modino di Frassinoro, scendendo verso il torrente Dolo.

## Geografia fisica
Il paese è diviso - secondo la cultura popolare -  in quattro sotto-frazioni: I Boschi, Il Monte, Il Castello e La Chiesa.

## Storia

### Dalle origini al XIX secolo
Nata come borgo rurale, le informazioni remote sono scarsissime. Si sa che faceva inizialmente parte della "Corte di Vitriola", una delle corti che il 29 agosto 1071 Beatrice di Canossa, madre di Matilde, aveva fondato a Frassinoro come annessi del Monastero Benedettino. Quando Papa Gregorio VII consacrò personalmente il primo abate, Benedetto, il monastero divenne una badìa, e Farneta entrò a far parte anche della "Comunanza dell'Abbadia" cui venne stabilmente annessa per giuramento nel 1200, allorché il Comune di Modena chiese il rinnovo dei giuramenti ai già membri della Abbadìa.
Successivamente fu ceduta alla famiglia dei Montecuccoli di Polignago. A causa di discordie dei signori, il marchese Nicolò d'Este, l'11 giugno 1413 divise le loro giurisdizioni in modo che ad Albercuccio e Nicolò furono assegnati Montefiorino, Vitriola, Rubbiano, Meschioro, Farneta, Gusciola, Massa, Casola, Susano, Sassolato, Polinago, Pianorso, Rancidoro e Mirasole. Questa divisione rimase inalterata fino al 1429.
Nel 1637, non passò sotto il dominio diretto degli Estensi. In tale periodo, fu concessa dal duca Francesco I in feudo al Conte Abate Scalabrini e al fratello Gio-Battista, consigliere ducale con il quale fondò - nel paese - il "Pio Monte", una sorta di istituto di beneficenza.
Nel 1750 fu infeudata al conte Silvestro Ponticelli, nel 1764 a Carlo Cassoli e nel 1870 al conte Lorenzotti. Nel 1815 passò alla Podesteria di Montefiorino. Conosciuta nell'antichità per l'attività dei "magnani" o "ramieri", artigiani dediti alla lavorazione del ferro o del rame.

### Dal XX secolo a oggi
Nonostante un periodo di attività lavorativa legato alla costruzione della centrale idroelettrica di Farneta, per l'intera prima metà del novecento, complice l'urbanizzazione e la diminuzione del lavoro nelle campagne, molti abitanti del paese emigrarono nelle città del nord Italia e nei vicini capoluoghi di provincia (Milano, prima fra tutte, ma anche Modena) e nel nord Europa, in cerca di occupazione e per specializzarsi, contribuendo all'abbandono di alcuni abitati circostanti fra i quali Perbone. In questo modo, la popolazione di Farneta, che alla fine del 1800 ammontava a 450 abitanti e nel 1920 a 900 circa, scese a 214 abitanti nel 2014.
Durante la seconda guerra mondiale, negli anni 1944-1945, le truppe alleate effettuavano lanci aerei per rifornire di armi e viveri le formazioni partigiane e la popolazione civile. Nel paese - infatti - si stabilirono provvisoriamente sia appartenenti alla cosiddetta Repubblica Partigiana di Montefiorino che esponenti delle cosiddette forze nazifasciste, con violenti scontri nei boschi circostanti. Nel dettaglio, il Castello di Farneta tra il dicembre 1944 e l'aprile 1945, fu utilizzato come sede dagli organismi direttivi della seconda Repubblica di Montefiorino (Comando della divisione Modena, CLN della montagna, Tribunale e comando della Polizia partigiana).
Dalla seconda metà degli anni settanta fino al pieno degli anni ottanta, alcuni degli emigrati iniziarono a rientrare a Farneta, sia per reimpiantarvi attività commerciali, sia per trascorrervi i periodi vacanzieri. In quel decennio, complice l'attività del dirigente Mediaset Magnolia Carlo Bernasconi, la frazione raggiunse il massimo sviluppo: fu meta di personaggi (fra i quali Ezio Greggio, Renato Pozzetto, Umberto Tozzi, Enrico Beruschi, Marco Columbro, Marco Predolin, Walter Chiari, Cesare Cadeo e altri) provenienti dal mondo dello spettacolo di Milano che, riproponendo gli spettacoli di musica e cabaret delle reti di Silvio Berlusconi, allietavano le serate estive della borgata. È stata da allora, fino agli anni duemila, anche sede di una scuola calcio del Milan, seguita inizialmente da Fabio Capello.
Molto frequentata nelle stagioni estive e invernali degli anni ottanta, la presenza festiva è andata poi scemando.
La maggiore attrattiva storica del luogo, oltre alla centrale idroelettrica, è Il Castello, trasformato in abitazioni private e visitabile solo dall'esterno. Sono ancora visibili i portali del seicento e le finestre zigrinate. All'interno dell'edificio, è conservato un monumentale camino di epoca rinascimentale con un leone rampante e tre stelle, simbolo della famiglia Giannini, che vi risiedeva.

## L'acquedotto e la centrale idroelettrica
L'acqua proveniva dalle fonti di Vercedola, ed era chiamata "le tre fontane". Grazie a quelle sorgenti, Farneta fu uno dei primi paesi a dotarsi di un acquedotto privato, sovvenzionato da un cittadino, Leonildo Magnoni, a cavallo fra ottocento e novecento. Una targa, posta all'interno della Chiesa, ricorda l'evento, e allo stesso è stata dedicata una strada privata del paese. Nella seconda metà degli anni settanta, l'acqua è stata ceduta in gestione a privati per il suo sfruttamento commerciale e il paese è stato commutato all'acquedotto di Montefiorino. 
Da segnalare la presenza della centrale idroelettrica di Farneta, intitolata a "Romeo Melli"; costruita agli inizi del 1900 (dal 1924 al 1928), la sua architettura base è stata preservata. Al proprio interno ospita un museo a tema, con i vecchi macchinari. La cosiddetta "strada della centrale" permette di salire a Farneta direttamente dal ponte sul fiume Dolo, a valle, evitando di passare per il centro del paese di Montefiorino. Durante la costruzione della centrale, la vecchia chiesa del 1860 subì gravi crolli, sopravvivendo solo l'abside. Al suo posto, fu costruita l'attuale parrocchia, progettata dall'architetto Silvestri di Modena e dedicata a San Tommaso Apostolo.

## Sport
La frazione ospita uno stadio. Inoltre, Farneta è stata - dagli anni ottanta fino alla metà del secondo decennio degli anni duemila - una delle scuole estive calcio per il Milan. In prossimità vi sono inoltre i centri sciistici quali il "Piandelagotti" e - sul versante toscano - l'"Abetone" e il "Passo delle Radici".
Nei pressi di Farneta si trova un lago artificiale di medie dimensioni, dedicato alla pesca sportiva, comune anche nei fiumi della zona.

## L'acqua minerale "Tre Fontane" ed altre risorse economiche
A Gusciola di Montefiorino fu installato, nel 1977, una stabilimento di imbottigliamento di acque minerali che raccoglieva quelle precedentemente confluite nell'acquedotto di Farneta. L'impresa, operata dalla San Daniele, fu autorizzata con decreto ministeriale 1657/1977 ed operava sotto i marchi "Tre Fontane", "San Daniele", e "Fonte del Parco". Dopo la liquidazione della San Daniele ed anni di abbandono, lo stabilimento venne ripristinato da Sorgente Xenia - azienda di Milano - e l'imbottigliamento sotto il solo marchio "Tre Fontane" riprese nel 2000. Anche se l'acqua era riconosciuta come minerale, nel 2002 la proprietà chiese di modificare la raccolta in acqua di sorgente evitando in questo modo, ogni valutazione sul piano farmacologico, clinico e fisiologico e cessando l'imbottigliamento per convertirsi alla produzione di grandi contenitori (boccioni) per uffici. Nel 2005 venne ripresa la produzione anche del marchio "Fonte del Parco" sotto forma di boccioni per uffici Successivamente i marchi vennero mutati in San Daniele, Aqualife e Viva Acqua Service. Dopo una serie di difficoltà l'azienda è stata dichiarata fallita nel 2011, e lo stabilimento di via Lame definitivamente abbandonato. L'ultima analisi quale acqua minerale risale al 1997.
Altre risorse - quali quelle casearie - sono state ugualmente dismesse, rimanendo presenti, oltre alla vendita al dettaglio, solo qualche realtà legata al turismo stagionale. Quest'ultimo ha permesso a Farneta di mantenere alcuni servizi essenziali: poste, banca, un bar e qualche negozio, oltre ad attività di produzione locale e ristorazione. È presente anche un collegamento con autobus di linea extraurbano regolare.

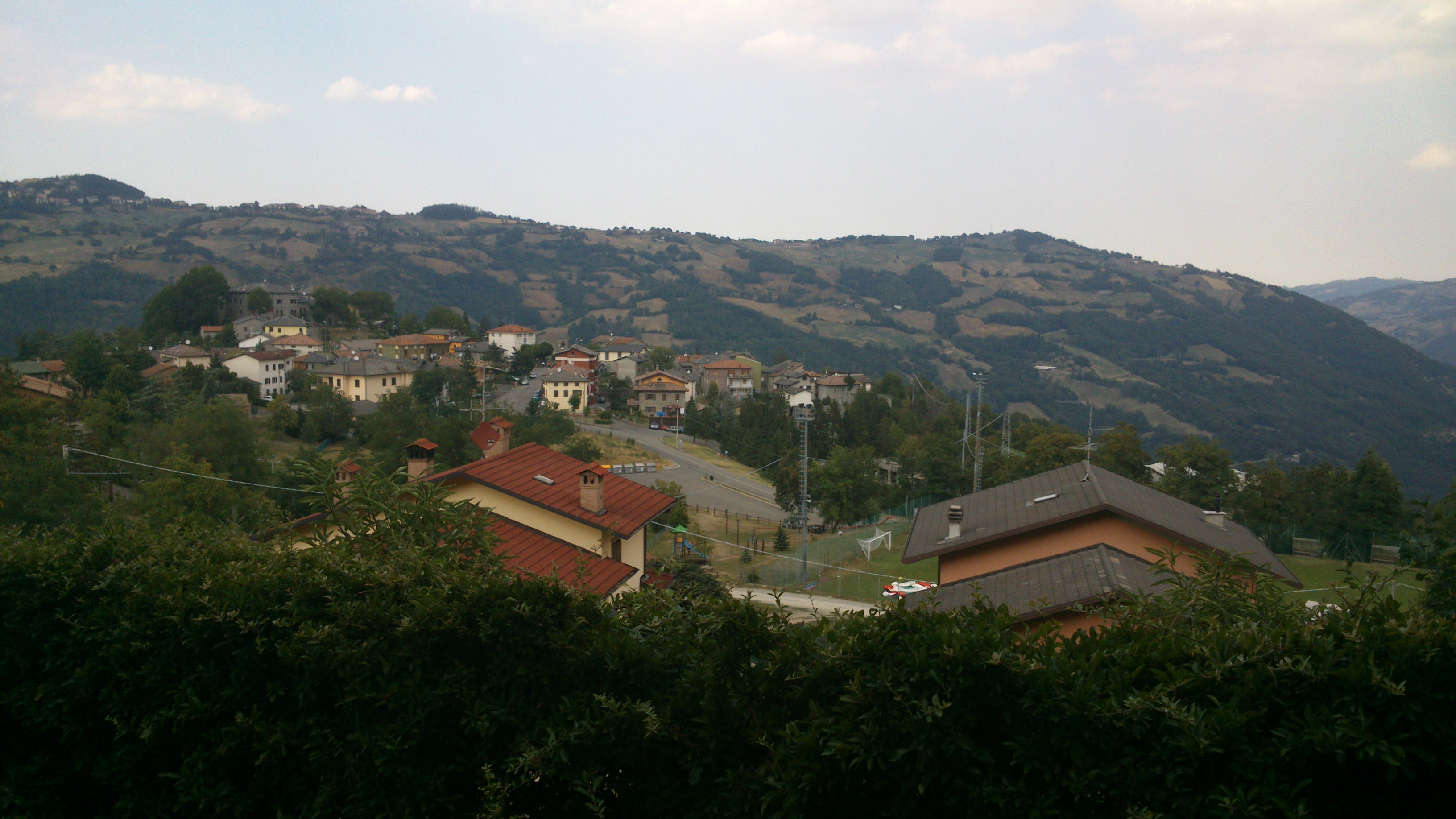
Panorama
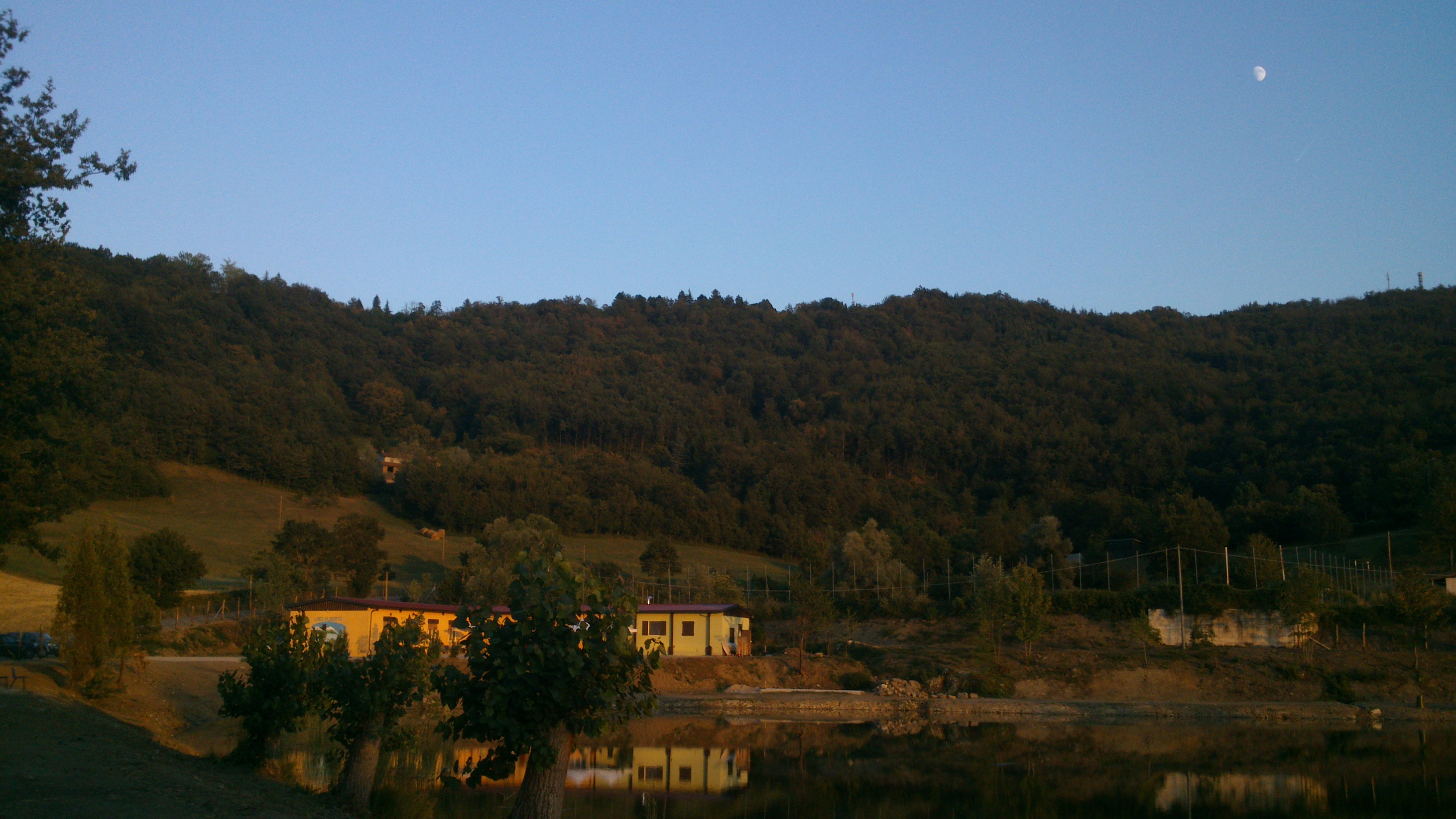
Lago artificiale
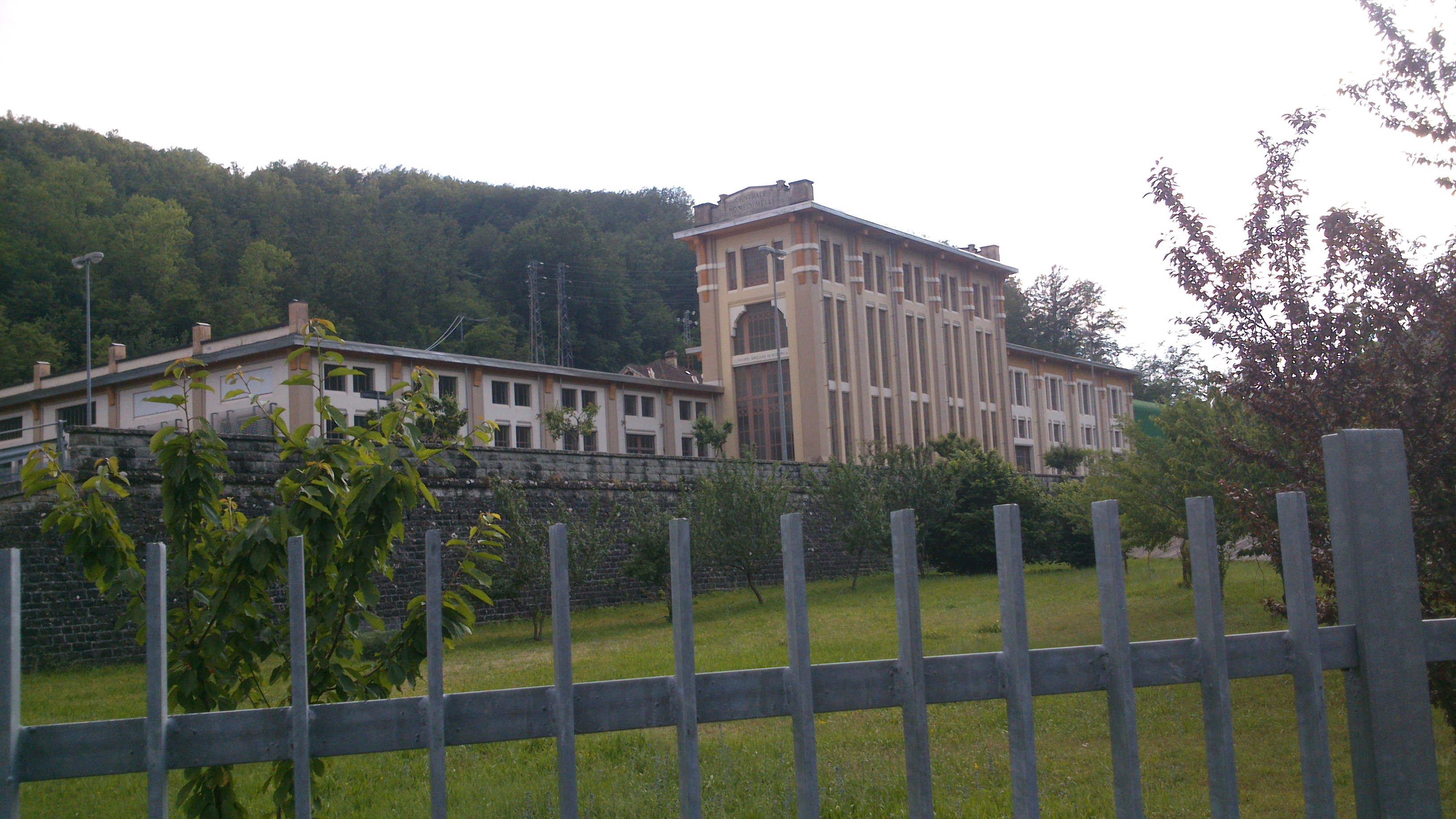
Centrale idroelettrica
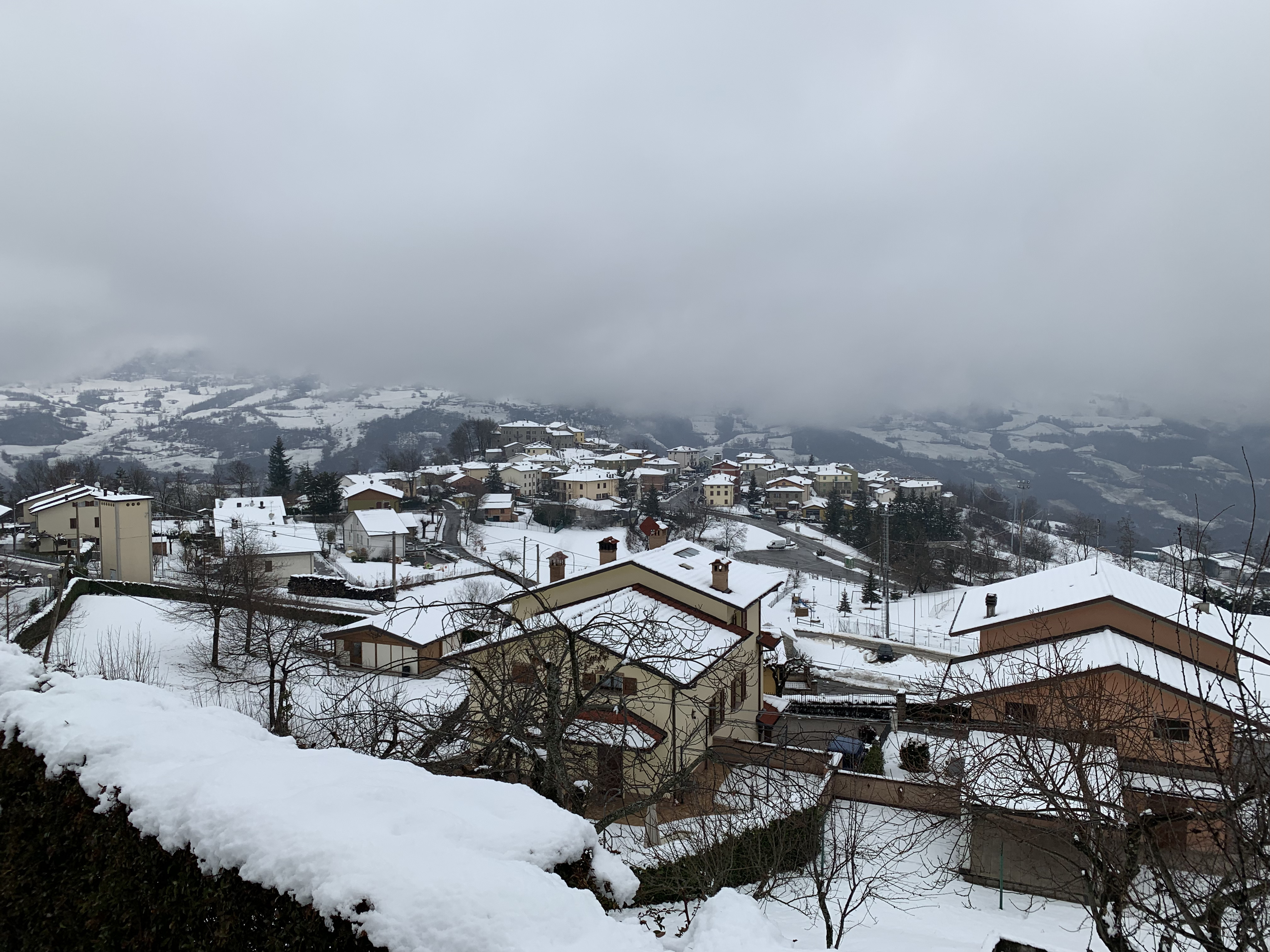
Panorama 2025